# Tubaconcert (Holmboe)
Concert voor tuba en orkest is een compositie van Vagn Holmboe.
Met het concerto voor tuba en symfonieorkest schreef Holmboe weer een concerto voor een koperblazer. De productie daarvan was enige tijd gestopt. Tubaist Jørgen Voigt Arnsted van het Odense Symfoniorkester verzocht het werk. Arnsted moest de componist er wel bij helpen en bezocht hem thuis; Holmboe had te weinig kennis van het instrument om een uitdagend werk te kunnen leveren. Arnsted gaf de première met genoemd orkest onder leiding van Karol Stryja op 14 februari 1978. Voor een latere plaatopname heeft Arnsted in overleg met de componist het werk verder aangepast. Ook de latere opname op Bis Records leverde een aantal aanpassingen op, zodat er in de ogen van de solist meer samenhang in het werk kwam.
Genoemd Tubaconcert kwam in één deel met de tempoaanduiding Tempo giusto (speels tempo). In het concerto verwerkte de componist het spelen van twee verschillende tonen op hetzelfde moment en ook moet de solist met de keel zingen terwijl hij bezig is met de noten in de cadens. Het werk wordt af en toe nog gespeeld, aldus de site van de muziekuitgeverij. Music-Web hoorde gelijkenis met het Tubaconcert van Ralph Vaughan Williams. Het verschil in het aantal opnamen is opmerkelijk. Van het concert van Holmboe zijn twee opnamen (een alleen voor de radio); van dat van Vaughan Williams meer dan 25. 
Orkestratie:
- 2 dwarsfluiten, 2 hobo's, 2 klarinetten, 2 fagotten
- 4 hoorns, 2 trompetten
- pauken, percussie
- violen, altviolen, celli, contrabassen

Concerto’sAltvioolconcert · Celloconcert · Concert voor blokfluit, strijkinstrumenten, celesta en vibrafoon · Concert voor orkest · Fluitconcert nr. 1 · Fluitconcert nr. 2 · Tubaconcert · Vioolconcert nr. 1 · Vioolconcert nr. 2
Kamerconcerto’sKamerconcert nr. 1 voor piano, strijkinstrumenten en pauken · Kamerconcert nr. 2 voor fluit, viool, strijkinstrumenten en percussie · Kamerconcert nr. 3 voor klarinet en kamerorkest · Kamerconcert nr. 4 voor pianotrio en kamerorkest · Kamerconcert nr. 5 voor altviool en kamerorkest · Kamerconcert nr. 6 voor viool en kamerorkest · Kamerconcert nr. 7 voor hobo en kamerorkest · Kamerconcert nr. 8 voor orkest · Kamerconcert nr. 9 voor viool, altviool en kamerorkest · Kamerconcert nr. 10 · Kamerconcert nr. 11 voor trompet en orkest · Kamerconcert nr. 12 voor trombone en orkest · Kamerconcert nr. 13 voor hobo, altviool en kamerorkest